# Cephalotes hamulus
Espèce
Cephalotes hamulus est une espèce de fourmis arboricoles de la sous-famille des Myrmicinae.

## Répartition
Cette espèce est endémique de l'île d'Hispaniola (Haïti et République dominicaine).

## Classification
Le nom valide complet (avec auteur) de ce taxon est Cephalotes hamulus (Roger (d), 1863).
L'espèce a été initialement classée dans le genre Cryptocerus sous le protonyme Cryptocerus hamulus Roger, 1863.
Cephalotes hamulus a pour synonyme :
- Cryptocerus hamulus Roger, 1863